# Steve Schets
Steve Schets (Ninove, 20 april 1984) is een voormalig Belgisch baanwielrenner. Hij was beroepsrenner tussen 2006 en 2013. Op de piste gold Schets als een van de grotere Belgische talenten.  
Op zaterdag 27 april 2013 kwam Schets zwaar ten val tijdens de Skive Lobet in Denemarken. Hierbij brak hij zijn elleboog en besliste daarom met wielrennen te stoppen.

## Overwinningen

### Piste
| Jaar | BK                                          | EK                                          | WK         | Overige                                      |
| ---- | ------------------------------------------- | ------------------------------------------- | ---------- | -------------------------------------------- |
| 2004 | Puntenkoers, Scratch, Achtervolging, Keirin |                                             |            | Toekomstzesdaagse Gent (met Kenny De Ketele) |
| 2005 | Ploegkoers                                  | Zilver U23 Ploegkoers (met Kenny De Ketele) |            |                                              |
| 2006 | Scratch, Ploegenachtervolging, Omnium       | Goud U23 Ploegkoers (met Kenny De Ketele)   |            |                                              |
| 2007 | Ploegenachtervolging                        |                                             |            |                                              |
| 2008 | Scratch                                     |                                             |            |                                              |
| 2009 |                                             |                                             |            |                                              |
| 2010 |                                             |                                             | Ploegkoers | Met Ingmar De Poortere                       |
| 2011 |                                             |                                             |            |                                              |
| 2012 | Ploegkoers                                  |                                             |            |                                              |

### Weg
2004
- GP Stad Vilvoorde

2005
- 4e etappe Ronde van Antwerpen

2009
- Ninove

2010
- 3e etappe Circuit des Plages Vendéennes

2011
- Handzame Classic

Wielerploegen van Steve Schets
De Ketele · De Neef · De Wilde · Hovelijnck · Huysmans · Jacobs · Keisse · Meirhaeghe · Paulissen · Ranson · Renders · Roelandts · Schets · Steurs · Uytterhoeven · Van De Gehuchte · Van den Abeele · Van Der Hasselt · Van Rooy · Verspeeten · Wijnands · Wynants
Cornu · De Greef · De Ketele · De Neef · De Poortere · De Wilde · De Zutter · Ingels · Lievens · Neyens · Paulissen · Roelandts · Schets · Van der Slagmolen · Van Hoovels · Van Rij · Van Rooy · Vanendert · Vanheule
Baugnies · Cordeel · Cornu · Crabbé · De Greef · De Ketele · De Neef · De Poortere · De Zutter · Lievens · Neyens · Paulissen · Poleunis · Roelandts · Schets · Van Avermaet · Van den Houte · Van Rij · Van Rooy · Vanendert · Vens
Aerts · Brandt · De Vocht · Dockx · Evans · Gates · Horner · Ingels · Jufré · Kaisen · Kuyckx · Leukemans · Mattan · McEwen · Mertens · Rodriguez · Roesems · Sanderson · Steegmans · Steels · van Bon · Van Hecke · Van Huffel · Van Petegem · Vansevenant · Vansummeren · Vogels · Devenyns (stagiair) · Schets (stagiair) · Van Braeckel (stagiair)
Baugnies · Claeys · Crabbé · Croket · De Greef · De Ketele · De Neef · De Poortere · De Zutter · Goddaert · Joseph · Leys · Mertens · Neyens · Paulissen · Poleunis · Roelandts · Schets · Sys · Van den Houte · Vanderaerden · Vandousselaere · Vens · Wynants
Barbé · Caethoven · Coenen · D'Hollander · De Fauw · De Ketele · Dehaes · De Schrooder · Eeckhout · Ghyllebert · Gilmore · Hovelijnck · Keisse · Lisabeth · Maes · Pauwels · Renders · Schets · Stubbe · Van Der Linden · Vanendert · Vanheule · Verbist · Veuchelen
Barbé · Coenen · De Ketele · Dehaes · Eeckhout · Ghyllebert · Goddaert · Hovelijnck · Ingels · Keisse · Maes · Neyens · Nolf · Pauwels · Renders · Schets · Van Hecke · Vandewalle · Vanheule · Vanspeybrouck · Verbist · Veuchelen · Bakelants (stagiair)
Calleeuw · Claeys · De Keulenaer · De Mooij · De Neef · De Poortere · Devaere · Dupont · Joseph · Maes · Pieters · Schets · Terweduwe · Van Guyse · Van Immerseel · Vandousselaere · Vandyck · S.Vanmarcke · K.Vanmarcke · Vens · Verkinderen
Broeders · Calleeuw · De Decker · De Neef · Dupont · Durant · Ligneel · Pannekoek · Paulissen · Pieters · Schepmans · Schets · Serry · Terweduwe · Van Immerseel · Vandousselaere · Vandyck · Verraes · Verwaest · Declercq (stagiair) · Stallaert (stagiair)
Cocquyt · Cornet · Cretskens · De Poortere · De Weer · Duijn · Geerts · Helven · Hovelijnck · Hulsmans · Ockeloen · Schets · Spragg · Stubbe · Van Den Bossche · R.van der Velde · A.van der Velde · Van Mechelen · Van Snick · Vanbilsen · Vanderaerden
Broeders · De Poortere · De Winter · Dupont · Durant · Lepla · Ruyters · Schets · Teuns · Van Coppernolle · Van den Abeele · Van Herck · Van Hoovels · Van Lerberghe · Vandenbogaerde · N.Vandyck · Verraes · Vervaeke · Verwaest · Wastyn · Roelandts (stagiair) 
Boutté · Cardoen · De Kerf · Dominguez · Džervus · Gardeyn · Gène · Jory · Maniusis · Mertens · Nicolson · Schets · Smirnovs · Stilite · Suarez · Tanner · van Immerseel · Van Holderbeke · van Caldenborgh · Van Breussegem · Vernaeckt · Verwaest · Gough (stagiair) · Nolten (stagiair)